# 10628 Feuerbacher
10628 Feuerbacher è un asteroide della fascia principale. Scoperto nel 1998, presenta un'orbita caratterizzata da un semiasse maggiore pari a 3,1155607 au e da un'eccentricità di 0,1184428, inclinata di 5,82368° rispetto all'eclittica.
L'asteroide è dedicato al progettista aerospaziale tedesco Berndt Feuerbacher.